# Guerras Jin-Song

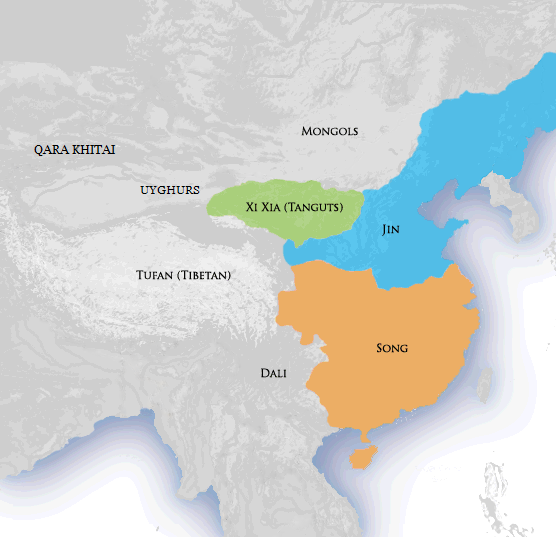
Mapa de la Dinastía Song (naranja) y la dinastía Jin (azul).

Las guerras Jin-Song (noviembre de 1125 – 9 de febrero de 1234) fueron una serie de conflictos entre la dinastía Jurchen Jin (1115-1234) y la dinastía Song de China (960-1279). En 1115, las tribus Jurchen se rebelaron contra sus señores, la dinastía Kitán Liao (907-1125), y declararon la formación de la Jin. Al aliarse con la dinastía Song contra su enemigo común la Liao, Jin prometió devolver a los Song las seis prefecturas del norte de China que habían caído bajo control Liao desde 938. Los Song aceptaron pero la rápida victoria de los Jurchen sobre los  Liao combinado con una serie de fracasos militares de los Song, hicieron a los Jin reacios a ceder estos territorios. Tras una serie de negociaciones fallidas que amargaron a ambos partes, los Jurchen atacaron a los Song en noviembre de 1125, enviando un ejército hacia Taiyuan y otro hacia Kaifeng, la capital Song.
Los Jurchen trataron de conquistar el sur de China en los años 1130, pero fueron empantanados por una insurgencia pro-Song en el norte y una contraofensiva de los generales Song Yue Fei, Han Shizhong, y otros. Los generales recuperaron algunos territorios, pero se retiraron por orden del emperador Song del Sur, que apoyó una resolución pacífica a la guerra. El Tratado de Shaoxing en 1132 estableció el límite entre los dos imperios a lo largo del río Huai, pero los conflictos entre las dos dinastías continuaron hasta la caída de la Jin en 1234 cuando una campaña en contra de los Song por el cuarto emperador Jin, no tuvo éxito. Perdió la batalla de Caishi (1231) y más tarde fue asesinado por sus propios oficiales desafectos. Una invasión de la Jin motivada por el revanchismo de la Song (1206-1208) también tuvo éxito. Una década más tarde, la Jin lanzó una campaña militar fallida contra la Song en 1217 para compensar el territorio que habían perdido bajo los invasores mongoles. La Song formó una alianza con los mongoles en 1233, y al año siguiente capturaron conjuntamente Caizhou, el último refugio del emperador Jin. La dinastía Jin se derrumbó ese año de 1234; pero después de la desaparición de la Jin, la dinastía Song se convirtió en el nuevo blanco de los mongoles, y cayó en 1279.
Las guerras engendraron cambios tecnológicos, culturales y demográficos en China. Las batallas entre los Song y Jin provocaron la invención e introducción de la pólvora y las primeras armas de fuego. El asedio de De'an en 1132 fue la primera aparición registrada de la lanza de fuego, un antepasado temprano de las armas de fuego. También hubo reportes de batallas con bombas primitivas con pólvora como el huopao o bomba incendiaria, y la tiehuopao o bomba explosiva, flechas incendiarias y otras armas relacionadas. En el norte de China, las tribus Jurchen se convirtieron en la minoría gobernante de un imperio que seguía habitado predominantemente por los antiguos súbditos de los Song del Norte. Los inmigrantes jurchen se establecieron en los territorios conquistados del norte y asimilaron la cultura local. El gobierno Jin abandonó su gobierno descentralizado de tribus seminómadas instituyendo una burocracia imperial centralizada siguiendo el modelo de las dinastías chinas anteriores, basando su legitimidad en la filosofía de Confucio. Refugiados huidos del norte fueron reasentados por los Song en el sur de China. El norte era el centro cultural de China, y su conquista por los Jin disminuyó el estado regional de la dinastía Song. Los Song del Sur, sin embargo, recuperaron rápidamente la prosperidad económica en el territorio conservado, y el comercio con los Jin era lucrativo a pesar de décadas de guerra. La capital de los Song del sur, Hangzhou, se expandió y se convirtió en una importante ciudad comercial.
- Datos: Q4446152
- Multimedia: Jin-Song Wars / Q4446152